# Matthias Flach (Mathematiker)
Matthias Flach (* 1963) ist ein deutscher Mathematiker, der sich mit arithmetischer algebraischer Geometrie und Zahlentheorie befasst.
Flach studierte nach dem Abitur 1981 an der Goethe-Universität Frankfurt am Main mit dem Diplom-Abschluss 1986 und 1987 bis 1990 an der University of Cambridge, wo er bei John Coates promoviert wurde (Selmer groups for the symmetric square of an elliptic curve). 1989 bis 1994 war er Assistent an der Universität Heidelberg und 1994/95 Assistant Professor an der Princeton University. Ab 1995 war er Associate Professor und ab 1999 Professor am Caltech.
2004 war er Gastprofessor an der Harvard University.
Er befasst sich mit speziellen Werten von L-Funktionen und damit zusammenhängenden Vermutungen von Spencer Bloch, Alexander Beilinson, Pierre Deligne und Kazuya Kato, Theorie von Galois-Moduln und motivischer Kohomologie.
Ein von Flach konstruiertes Euler-System (die von Victor Kolyvagin Ende der 1980er Jahre eingeführt wurden) und die dabei verwendeten Methoden spielte eine wichtige Rolle im Beweis der Fermat-Vermutung (bzw. der Shimura-Taniyama-Vermutung) durch Andrew Wiles.
Er arbeitet unter anderem mit David Burns vom King’s College London zusammen.
1995 erhielt er den Heinz Maier-Leibnitz-Preis. 1996 bis 2000 war er Sloan Research Fellow.
Er ist verheiratet und hat zwei Kinder.

## Schriften
- A finiteness theorem for the symmetric square of an elliptic curve, Inventiones Mathematicae, Band 109, 1992, S. 307–327
- mit D. Burns: Motivic L-functions and Galois module structures, Mathematische Annalen, Band 305, 1996, S. 65–102
- mit D. Burns: On Galois structure invariants associated to Tate motives, Amer. J. Math., Band 120, 1998, S. 1343–1397.
- mit D. Burns: Tamagawa numbers for motives with (non-commutative) coefficients, Documenta Mathematica, Band 6, 2001, S. 501–569, Teil 2, American Journal of Mathematics, Band 125, 2003, S. 475–512
- Euler characteristics in relative K-groups, Bull. London Math. Soc., Band 32, 2000, S. 272–284.
- mit F. Diamond, L. Guo: The Bloch-Kato conjecture for adjoint motives of modular forms, Math. Res. Letters, Band 8, 2001, S. 437–442.
- mit  F. Diamond, L. Guo: The Tamagawa number conjecture of adjoint motives of modular forms, Ann. Scient. Ecole Normale Superieure, Band 37, 2004, S., 663–727.
- The equivariant Tamagawa number conjecture: a survey, in D. Burns (Herausgeber) Stark´s conjecture. Recent work and new directions, Contemporary Mathematics, Band 358, 2004
- Cohomology of Topological Groups with applications to the Weil Group, Compositio Math., Band 144, 2008, Nr.3
- Iwasawa Theory and Motivic L-functions, Pure and Appl. Math. Quarterly, Jean Pierre Serre special issue, part II, Vol. 5, no.1, 2009